# Autonoe (córka Kadmosa)
Autonoe (gr. Αὐτονόη Autonóē, łac. Autonoe) – w mitologii greckiej królewna tebańska.
Uchodziła za córkę Kadmosa i Harmonii. Z Aristajosem, który był jej mężem, miała syna Akteona.